# Gag (wyspa)
Gag (indonez. Pulau Gag) – wyspa w Indonezji w prowincji Papua Zachodnia, w kabupatenie Raja Ampat. 
Lokalne języki wyspy to gebe (w dialekcie zwanym minyaifuin) i as.